# Burak Alili
Burak Alili (* 11. Februar 2004 in Biel/Bienne) ist ein albanisch-schweizerischer Fussballspieler.

## Karriere

### Vereine
Alili begann seine Karriere bei Neuchâtel Xamax. Im Juni 2021 spielte er erstmals für die U-21 von Xamax in der 2. Liga interregional. Bis zum Ende der Saison 2020/21 kam er zu drei Fünftligaeinsätzen. Zur Saison 2021/22 rückte er in das Profikader von Neuchâtel. Sein Debüt in der Challenge League gab er anschliessend im August 2021 gegen den Yverdon Sport FC. Bis zum Ende der Spielzeit absolvierte er neun Zweitligaspiele, in denen er ein Tor erzielte. In der Saison 2022/23 kam er zu zwölf Einsätzen in der zweithöchsten Spielklasse.
Im Februar 2024 wechselte der Mittelfeldspieler nach Tschechien zu Viktoria Pilsen, wo er für die Reserve spielte. Für Viktoria B kam er bis zum Ende der Saison 2023/24 achtmal in der Česká fotbalová liga zum Zug. Zur Saison 2024/25 wechselte Alili zum österreichischen Zweitligisten SV Lafnitz, bei dem er einen bis 2026 laufenden Vertrag erhielt. Für Lafnitz kam er zu 17 Einsätzen in der 2. Liga, aus der der Verein aber zu Saisonende abstieg.
Im August 2025 kehrte er anschliessend in die Schweiz zurück und wechselte zu Erstligist FC Sion.

### Nationalmannschaften
Alili spielte im April 2019 erstmals für eine Schweizer Jugendnationalauswahl. Im Oktober 2022 spielte er einmal für das U-19-Team. Im Herbst 2024 lief er fünfmal für die U-20-Auswahl auf.
Anschliessend wechselte Alili jedoch den Verband und debütierte im März 2025 für die albanische U-21-Mannschaft.